# Ogcodes javanus
Ogcodes javanus är en tvåvingeart som först beskrevs av Meijere 1924.  Ogcodes javanus ingår i släktet Ogcodes och familjen kulflugor. Inga underarter finns listade i Catalogue of Life.